# 대각선 (철도)
대각선(大角線)은 평안남도 개천시에 있는 천동역과 대각역을 연결하는, 조선민주주의인민공화국의 철도노선이다.

## 노선 정보
- 구간과 거리 : 천동역~대각역(거리는 미상)
- 역 수 : 2개(양단역 포함)
- 궤도 간격 : 1435mm(표준궤)
- 전철화 구간 : 전 구간(직류 3000V)
- 복선 구간 : 없음

## 역 목록
| 역이름     | 영업거리 (km) | 접속노선 | 소재지          |
| ---------- | ------------- | -------- | --------------- |
| 천동(泉洞) | 0.0           | 만포선   | 평안남도 개천시 |
| 대각(大角) |               |          | 평안남도 개천시 |